# Clärenore Stinnes
Clara Eleonore Stinnes, conocida como Clärenore Stinnes, (Mülheim an der Ruhr, 21 de enero de 1901-Björnlunda, Suecia, 7 de septiembre de 1990) fue una pilota de carreras alemana que ganó diecisiete competiciones y fue la primera mujer en dar la vuelta al mundo en automóvil.

## Trayectoria
Nació en Mülheim, tercera de los siete hijos del político y magnate industrial Hugo Stinnes y Cläre Wagenknecht. Después de terminar la escuela, pasó nueve meses en América del Sur haciendo negocios en nombre de su padre. En 1922 asumió el cargo de asistente de dirección en la compañía cinematográfica “Westi-Film”, recién fundada por Hugo Stinnes en Berlín. Tras la inesperada muerte de su padre en abril de 1924, cuando Clärenore tenía veintitrés años, se le negó la entrada a las empresas y sus dos hermanos mayores, Edmond y Hugo Hermann, asumieron la dirección. Ante la insistencia de su madre de que se casara pronto, quiso buscarse un pasatiempo, y en aquella época las carreras de coches estaban muy en boga y los pilotos eran considerados héroes. De esta forma, con veinticuatro años participó en su primera carrera de motor. 

Hasta donde yo puedo recordar, siempre sentí una profunda atracción por la aventura. Por más que mi madre intentara despertar en mí la tendencia a las actividades que se consideraban propias de la mujer, yo demostraba siempre otras aficiones.

 En 1927 ya había ganado diecisiete carreras compitiendo con hombres y era una de las pilotas de carreras más exitosas de Europa. El 25 de mayo de ese año, comenzó su viaje alrededor del mundo, junto con el director de fotografía sueco Carl-Axel Söderström que actuó de acompañante y camarógrafo durante la travesía, y a quien había conocido solo dos días antes de su partida, en un coche Adler Estándar 6 recién salido de fábrica. Estuvo escoltada por dos mecánicos, un vehículo de carga con equipamiento y partes de repuesto y 128 huevos duros como alimento. El viaje estuvo patrocinado por compañías de la industria automotor alemana (Adler, Bosch y Aral) que la financiaron con 100 000 reichsmark, lo que permitió la exhibición de la moderna tecnología alemana, y el apoyo logístico del ministro de Asuntos Exteriores alemán Gustav Stresemann y los embajadores de Francia, Reino Unido y la Unión Soviética.

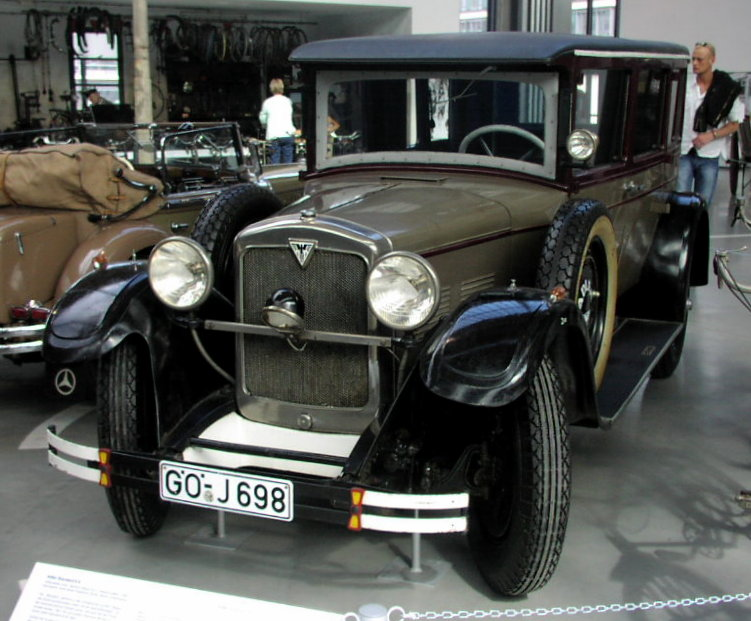
Un Adler Estándar 6, el modelo que Stinnes condujo en su viaje.

Pasaron a través de los Balcanes vía Beirut, Damasco, Bagdad y Teherán a Moscú, donde los dos mecánicos les dejaron, y luego viajaron a Siberia, cruzaron el congelado lago Baikal y el desierto del Gobi y llegaron a Pekín. Viajaron por ferry a Japón y más tarde a Hawái y Sudamérica. Al llegar al puerto del Callao y Lima, descendieron por Arequipa, Puno, La Paz, La Quiaca, Jujuy, cruzaron los Andes, Tucumán, Rosario hasta Buenos Aires, luego se dirigieron hacia hasta Valparaíso, y luego al norte, rumbo a Centroamérica, hicieron escala en Panamá y llegaron a Los Ángeles. 
En una entrevista comentó los gastos realizados entre el 25 de mayo de 1927 y los primeros día de noviembre de 1928:

Le diré que solamente hemos gastado en tan largo recorrido siete cubiertas, 4000 litros de nafta y unos cuatrocientos de aceite. Lo demás no lo cuento, pues tengo la costumbre de no llevar nota de mis gastos.

La pareja continuó el viaje hacia Vancouver y Nueva York. En Washington D. C., Stinnes y Söderström recibieron la bienvenida del presidente Herbert Hoover y visitaron la fábrica Ford guiados por Henry Ford. Viajaron por ferry a El Havre y llegaron con su coche a Berlín el 24 de junio de 1929, después de recorrer veintitrés países y 47 000 km en auto.

El 24 de junio de 1929 y cuando el reloj marcaba el mediodía, Berlín recibía con asombro y aplausos a la protagonista de una hazaña sin precedentes: Clärenore Stinnes, la primera persona en dar la vuelta al mundo en automóvil.

Tras su regreso Carl-Axel Söderström se divorció de su anterior pareja. Söderström y Stinnes se casaron en diciembre de 1930 y vivieron en una propiedad agrícola en Suecia, donde criaron a tres hijos propios y varios niños adoptivos. Años más tarde pasaron cierto tiempo en Irmenach. 
Söderström falleció en 1976, a los ochenta y dos años, mientras que Stinnes sobrevivió a su marido catorce años. Clärenore Stinnes falleció el 7 de septiembre de 1990, a los ochenta y nueve años.

## Diario de viaje

### Libros
La publicación del diario de viaje en 1929, su libro, Im Durch Auto zwei Welten (en español: En auto a través de los continentes : 1927-1929), relata toda clase de problemas que ambos tuvieron que hacer frente durante esos dos años y dos meses de periplo que compartieron. Desde los 53° bajo cero que soportaron en Siberia, los 54 °C en el camino a Bagdad, las tormentas de arena en Mongolia hasta el uso de la dinamita para poder circular por el campo de la Cordillera de los Andes.
Olvidada durante mucho tiempo, Stinnes fue redescubierta en su papel de pionera del automóvil a fines de la década de 1970 por el documentalista Michael Kuball. Mientras investigaba, se encontró con el diario de viaje que Söderström, que editó junto con Stinnes, a raíz de ello, una nueva obra sobre la travesía fue publicada en 1981.

### Documentales
La película documental Im Auto durch zwei Welten (En el coche por dos mundos) realizada por Söderström sobre la circunnavegación del mundo en 1931, contribuyó a la gran popularidad de Stinnes.
Además de la película original, En el coche por dos mundos (Söderström Stinnes, 1931), se desarrollaron posteriormente una película documental y dos documentales más recientes. El documental Fräulein Stinnes viaja por el mundo con Sandra Hüller en el papel principal, realizado en 2008 y 2009, cuenta la historia del viaje aventurero de Clärenore Stinnes. Fue dirigido por Erica von Moeller, con el guion de Sönke Lars Neuwöhner.
En 2015, una película documental de cincuenta y tres minutos Con el coche alrededor del mundo: las aventuras de Clärenore, de Kirsten Hoehne, Annette Heinrich; Anja Kindler, Annika Seemann y Saskia Weisheit producida por Spiegel-TV y WDR. Se basó principalmente en el trabajo de Clärenore. Stinnes y Michael Kuball publicado en 1983/1986. Además, utilizaron algunas nuevas entrevistas con hijos, sobrinas y sobrinos de Stinnes y el documental de cine mudo de Söderström al cual solo se puso música en Europa. Este documental enfatiza que Stinnes era la líder del pequeño equipo que empujó implacablemente a los tres hombres y a los muchos ayudantes en los escenarios en el camino, a veces hasta el punto de agotamiento por el frío letal, el calor y el terreno antes inexplorado. Muestra que en el resto de su vida, no hizo ningún escándalo por sus logros, pero también atribuyó la falta de cobertura mediática al aspecto de género: que tales logros no se esperaban de una mujer en ese momento.

## Obras sobre Clärenore Stinnes
- Stinnes, Clärenore. En auto a través de los continentes : 1927-1929. Madrid. Casiopea. 2016. ISBN 978-84-608704-8-7 (papel) ; ISBN 978-84-946727-3-6 (digital).[21]
- Tejera, Pilar. Reinas de la carretera. Madrid. Casiopea. 2018. ISBN 978-84-948482-1-6 (papel) ; ISBN 978-84-948482-2-3 (digital).[22]
- Clärenore Stinnes: Im Auto durch zwei Welten. Photos von Carl Axel Söderström. Reimar Hobbing, Berlin 1929 (Nueva edición: Promedia, Wien 1996. ISBN 3853711057).
- Carl-Axel Söderström, Gabriele Habinger: Eine Frau fährt um die Welt : die spektakuläre Reise der Clärenore Stinnes 1927-1929, [München] : Frederking & Thaler, [2017]. ISBN 978-3-95416-223-9.
- Michael Kuball, Clärenore Söderström: Söderströms Photo-Tagebuch 1927-1929. Die erste Autofahrt einer Frau um die Welt. Krüger, Frankfurt am Main 1981. ISBN 3-810517089.
- Michael Winter: PferdeStärken. Die Lebensliebe der Clärenore Stinnes. Rowohlt, Reinbek 2004. ISBN 3-499-23536-6.
- Monika Pöschke-Schröder: Die Erste Weltumrundung mit dem Auto. Am Steuer eine Frau: Clärenore Stinnes, Industriellentochter aus Mülheim an der Ruhr, in: Mülheimer Jahrbuch 2003, p. 161–170.
- Kellermann, Katharina. Heroinen der Technik zwischen 1918 und 1945 : Selbstinszenierung - Funktionalisierung - Einschreibung ins deutsche kulturelle Gedächtnis. Bamberg : University of Bamberg Press, [2017].